# Tauentzienstrasse
Tauentzienstrasse, (vardagligt Tauentzien) är en berömd affärsgata i området Neuer Westen i stadsdelarna Charlottenburg och Schöneberg i Berlin
Tauentzienstrasse har fått sitt namn efter den preussiska generalen Friedrich Bogislav von Tauentzien (1760–1824).
På gatan ligger bland annat varuhuset KaDeWe. 